# Bozihona
Bozihona is een bestuurslaag in het regentschap Nias van de provincie Noord-Sumatra, Indonesië. Bozihona telt 1474 inwoners (volkstelling 2010).